# Монтаньї-пре-Івердон
Монтаньї-пре-Івердон (фр. Montagny-près-Yverdon) — громада  в Швейцарії в кантоні Во, округ Юра-Нор-Водуа.

## Географія
Громада розташована на відстані близько 70 км на захід від Берна, 29 км на північ від Лозанни.
Монтаньї-пре-Івердон має площу 3,5 км², з яких на 22,5% дозволяється будівництво (житлове та будівництво доріг), 70,4% використовуються в сільськогосподарських цілях, 6,6% зайнято лісами, 0,6% не є продуктивними (річки, льодовики або гори).

## Демографія
2019 року в громаді мешкало 747 осіб (+5,7% порівняно з 2010 роком), іноземців було 12,7%. Густота населення становила 212 осіб/км².
За віковим діапазоном населення розподілялося таким чином: 23,7% — особи молодші 20 років, 59,2% — особи у віці 20—64 років, 17,1% — особи у віці 65 років та старші. Було 279 помешкань (у середньому 2,7 особи в помешканні).
Із загальної кількості 1706 працюючих 23 було зайнятих в первинному секторі, 186 — в обробній промисловості, 1497 — в галузі послуг.